# وومبژژنو
وومبژژنو (به لاتین: Wąbrzeźno، تلفظ: [vɔmˈbʐɛʑnɔ] ()) یک شهرک در لهستان است که در شهرستان وومبژژنو واقع شده‌است.

## خصوصیات
وومبژژنو ۸٫۵۳ کیلومترمربع مساحت و ۱۳٬۷۹۶ نفر جمعیت دارد.